# Vol TWA 541
Le vol TWA 541 est un vol commercial intérieur des États-Unis détourné en 1978 par la fille d'une femme tuée en détournant un hélicoptère pour libérer un prisonnier fédéral, incarcéré pour avoir détourné un autre vol de la TWA en 1972.

## Contexte

### Vol TWA 2 (1972)
Le 29 janvier 1972, le Boeing 707 opérant le vol TWA 2 entre l'aéroport international de Los Angeles et celui de New York est détourné par le pirate de l'air Garrett Brock Trapnell (en) (qui avait dissimulé un pistolet automatique calibre 45 dans un plâtre moulé sur son bras) alors qu'il survole les environs de Chicago. 
Les exigences de Trapnell sont les suivantes : 
- 306 800 dollars américains (ce qui équivaut actuellement à plus de 1,9 million de dollars) de rançon (pour éponger les pertes de Trapnell dans une récente affaire judiciaire) en espèces ;
- la libération d'Angela Davis et d'un ami incarcéré à la prison du comté de Dallas ;
- un entretien avec le président Richard Nixon ;
- un vol Miami - New York pour son avocat afin qu'il puisse s'entretenir avec lui.

Le vol TWA 2 atterrit à New York à 7H17 UTC−5 (2H17 en temps universel). Après des négociations infructueuses avec le FBI, Trapnell demande au pilote de redécoller vers 10H32 et de faire des rondes autour de l'aéroport JFK jusqu'à ce que ses exigences soient satisfaites. Une heure plus tard, l'avion atterrit à nouveau pour procéder à un changement d'équipage demandé par Trapnell. Deux agents du FBI font alors leur entrée dans l'avion comme faux membres d'équipage. Le premier d'entre eux est rapidement démasqué par Trapnell qui le menace avec son arme. Le second agent profite alors d'un moment d'inattention de Trapnell pour lui tirer dessus et le blesser. Trapnell est par la suite désarmé, arrêté et placé en garde à vue,.  

### Détournement d'hélicoptère (1978)
Le 24 mai 1978, Barbara Ann Oswald (43 ans), une amie de Trapnell et sergent d’état-major en congé de l’armée américaine, tente de le faire évader du pénitencier fédéral de Marion (en) (qui deviendra le premier Supermax fédéral en 1983), où il était incarcéré depuis sa condamnation à la prison à perpétuité en 1973. À cet effet, elle détourne un hélicoptère basé à Saint-Louis et force son pilote à atterrir dans la cour du pénitencier de Marion. Mais ce dernier, un vétéran du Viêt Nam répondant au nom d'Allen Barklage, parvient à s'emparer de l'arme d'Oswald lors de l'atterrissage et lui tire dessus, la tuant et empêchant l'évasion par la même occasion. 

## Déroulement
Le 21 décembre 1978, le vol TWA 541 devait relier Louisville à Kansas City, via Saint-Louis. L'avion arrive au Lambert field de Saint-Louis à 8H20 UTC−6 (2H20 en temps universel) et décolle de celui-ci à 9H. L'avion devait débarquer à l'aéroport international de Kansas City à 10H04, mais cinq minutes à peine avant l'atterrissage fatidique, il est détourné par une fille blonde de seize, ou dix-sept ans,, affirmant porter un gilet explosif composé de trois bâtons de dynamite. 
La pirate de l'air n'est autre que Robin Oswald, la fille de Barbara Ann Oswald. Tombée en dépression et en décrochage scolaire après la mort de sa mère, elle rencontre Trapnell lors de son procès pour la tentative d'évasion avortée (elle figure alors parmi les témoins de la défense). Par la suite, ce dernier réussit à la convaincre de détourner un avion de ligne pour terminer le travail de sa mère. À 10H48, l'avion détourné se pose sur le tarmac de l'aéroport régional du comté de Williamson (en), le plus proche du pénitencier fédéral de Marion (en), où Trapnell purge sa peine (en procès à Saint-Louis ou à Benton au moment du détournement, lui et son coaccusé Martin J. McNally sont confinés dans une salle spéciale du tribunal, où ils espèrent être appelés d'une minute à l'autre pour se rendre à l'aéroport du comté de Williamson). S'ensuit alors une dizaine d'heures de négociations infructueuses entre Robin Oswald et les agents du FBI et de la police d'État présents sur place,,,. Plusieurs occupants de l'appareil ont pu le quitter avant la reddition de Robin Oswald : Au milieu de l'après-midi, elle en libère six (quatre adultes et deux enfants, dont un en bas âge). À 18 heures, elle ordonne à une hôtesse de procéder à un décompte des personnes à bord (72) et menace de faire exploser l'appareil, si Trapnell n'est pas monté à bord de celui-ci dans les trente minutes. Mais peu de temps après, elle libère 13 nouveaux otages. Vers 19 heures, alors que l'avion est plongé dans l'obscurité glaciale, sans carburant, ni électricité, de nouveaux passagers commencent à arriver par groupes de quatre, cinq, sept ou huit au terminal du petit aéroport. Vers 20 heures, Robin Oswald se rend aux autorités et l'agent spécial Edward D. Hegarty annonce la fin de la prise d'otages. Plus tard dans la soirée, un porte-parole de la TWA annonce que l'avion n'a pas subi de dégâts et que les passagers qui le souhaitent pourraient repartir à Saint-Louis « et peut-être à Kansas City » à bord de celui-ci. Le vol TWA 541 atterrit finalement à Kansas City, le 22 décembre 1978 à midi et demi, soit avec plus d'une journée de retard. 

### Témoignage des passagers à propos de la pirate de l'air
Le passager Bud Zaret, originaire de Monsey (New York), déclara au sujet de Robin Oswald : « Elle était très calme. Elle n'a jamais haussé le ton. »
Le soldat Levi King, originaire de Seattle (Washington, déclara au sujet de Robin Oswald : « Elle était très belle, mais je savais qu'elle était sérieuse - particulièrement lorsqu'elle gueula qu'elle allait faire exploser l'avion dans son entièreté. Elle n'arrêtait pas de parler de la façon dont sa mère est morte dans l'hélicoptère et de sa famille qui l'avait reniée... Je lui ai dit que j'étais dans le même bateau, et que ce n'était pas une manière de se venger. Mais elle ne voulait pas écouter. »,,
D'une façon plus générale, la plupart des passagers du vol TWA 541 ont principalement retenu d'elle l'image d'une « jolie fille avec ses cheveux blonds bouclés »,.

## Suite
Arrêtée, Robin Oswald est placée en garde à vue à Benton, où elle est présentée à un juge fédéral. Le lendemain, elle est transférée à la centrale du comté de Saint Clair à East Saint Louis. Son cas fait rapidement l'objet de débats : relève-t-il de la juridiction fédérale ou de celle de l'État ? doit-elle être jugée comme une adulte ou une mineure ? C'est finalement la seconde option qui semble avoir été retenue, et Robin Oswald est vraisemblablement libérée après avoir purgé une courte peine. Garrett Brock Trapnell (en) n'a quant à lui pas été poursuivi pour avoir manipulé l'adolescente, les juges considérant qu'il avait déjà été suffisamment condamné. Fumeur invétéré, il est mort d'un emphysème pulmonaire en prison en 1993. Il passa la majeure partie des quinze dernières années de sa peine à l'isolement en raison des tentatives de le faire évader susmentionnées. Son complice lors des deux détournements pour le faire évader, Martin J. McNally, bénéficie d'une liberté conditionnelle depuis le 27 janvier 2010.